# Wooden Heart (chanson)

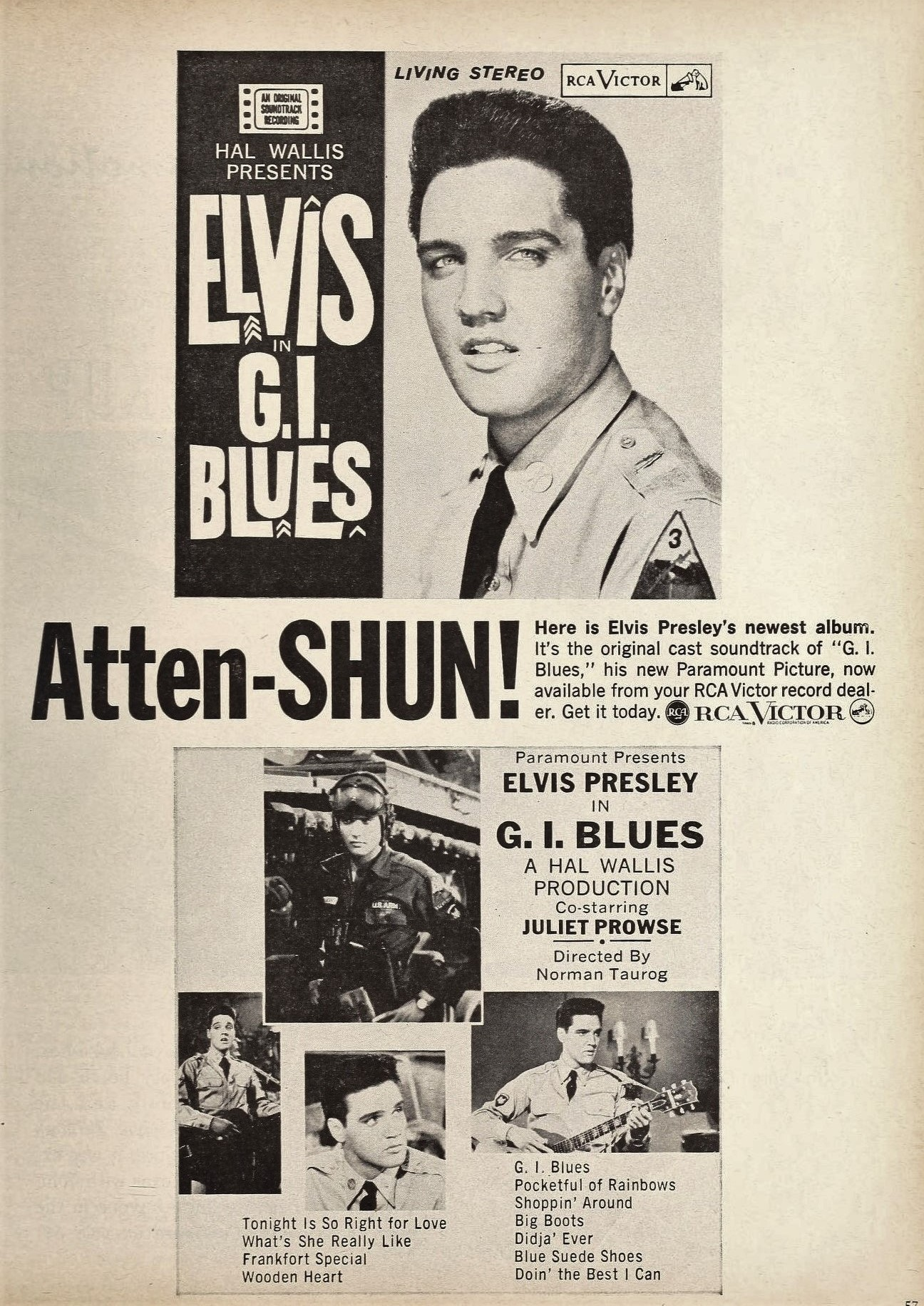
Elvis Presley dans 'G.I. Blues'

 (mai 2012).
Si vous disposez d'ouvrages ou d'articles de référence ou si vous connaissez des sites web de qualité traitant du thème abordé ici, merci de compléter l'article en donnant les références utiles à sa vérifiabilité et en les liant à la section « Notes et références ».
Wooden Heart (Muss I Denn) est fondée sur une chanson folk-allemande de Friedrich Silcher : "Muss i denn, muss i denn zum Städtele hinaus" qui vit le jour en 1827. 

## Historique
Elle fut distribuée dans le monde entier et est ainsi devenu un des airs folkloriques allemands les plus internationalement célèbres par deux adaptations de langue anglaise d'Elvis Presley en 1960 et Joe Dowell en 1961. La version d'Elvis Presley est tirée du film G.I.Blues. 
La chanson a été un succès pour Elvis Presley au Royaume-Uni, le single n'a pas été mis en vente aux États-Unis jusqu'en novembre 1964. 
Elvis Presley interprète la chanson en live lors de son concert à l'hôtel Hilton à Las Vegas en 1975.